# Ted Poley
Ted Harris Poley (Englewood, 5 gennaio 1964) è un cantante statunitense, noto soprattutto per la sua militanza nei Danger Danger.

## Carriera
Poley ha esordito come batterista nella band Prophet, con i quali pubblicò l'omonimo album di debutto nel 1985. Mentre la band stava lavorando al secondo disco, Poley fu contattato da Bruno Ravel e Steve West per unirsi ai neonati Danger Danger. Gli venne offerto il ruolo di cantante, per lui parzialmente inedito, visto che comunque anche da batterista aveva prestato la sua voce in alcuni brani dei Prophet.
I Danger Danger ottennero importante visibilità tra la fine degli anni ottanta e l'inizio dei novanta, registrando due album di successo come Danger Danger e Screw It!, oltre che partire in tour insieme a Kiss, Alice Cooper e altri. Tuttavia Poley decise di lasciare la band nel 1993, appena terminate le registrazione del terzo disco Cockroach. Il gruppo pensò inizialmente di pubblicare il lavoro con il nuovo cantante Paul Laine, ma ciò gli venne impedito da minacce di azioni legali da parte dello stesso Poley.
Nello stesso periodo, Poley diede vita a una band chiamata Bone Machine. La copertina del loro album Disappearing, Inc. è tristemente nota in quanto presentava un'inquietante immagine delle torri gemelle del World Trade Center, dove una delle due torri cadeva addosso all'altra, entrambe coperte di muschi e piante, diventando un terribile presagio di ciò che sarebbe accaduto con gli attentati dell'11 settembre 2001.
Nel 2000 Poley si unì ad un'altra band chiamata Melodica. Nel frattempo i Danger Danger riuscirono finalmente a pubblicare l'album Cockroach, il quale presentava due dischi, con le versioni di entrambi i cantanti, Ted Poley e Paul Laine ciascuno su un CD.  A partire dal 2004, Poley si ricongiunge con i Danger Danger, prestando la sua voce nell'album Revolve pubblicato nel 2009.
Continua comunque a dedicarsi attivamente alla propria carriera solista. Nel 2016 dà vita insieme al chitarrista dei Trixter Steve Brown ad un nuovo progetto chiamato Tokyo Motor Fist.
Tra il 1998 e il 2007 ha inoltre contribuito come cantante nella serie di videogiochi Sonic the Hedgehog, lavorando in canzoni come "Lazy Days.... Livin' In Paradise", il tema di Big the Cat in Sonic Adventure; "Escape From The City", la musica di City Escape, il livello iniziale di Sonic Adventure 2; "We Can" , il tema del Team Sonic in Sonic Heroes (assieme a Tony Harnell), e "Race To Win" del gioco Sonic Rivals 2. Ha anche prestato la sua voce nel gioco del 2011 Sonic Generations, in alcuni remix di vecchie canzoni come "Escape From The City", assieme ad altri cantanti e gruppi come Cash Cash.

## Discografia
Con i Prophet
- 1985 - Prophet

Con i Danger Danger
- 1989 - Danger Danger
- 1990 - Down and Dirty Live
- 1991 - Screw It!
- 2001 - Cockroach
- 2009 - Revolve

Con i Bone Machine
- 1994 - Dogs
- 1995 - Search and Destroy
- 1996 - Live in the UK
- 1996 - Disappearing, Inc.

Con i Melodica
- 2000 - Long Way From Home
- 2001 - USAcoustica
- 2001 - Lovemetal
- 2002 - Livemetal

Con i Tokyo Motor Fist
- 2016 - Tokyo Motor Fist

Come solista
- 2006 - Collateral Damage
- 2007 - Smile
- 2016 - Beyond the Fade
- 2018 - Modern Art

Come Poley/Riviera
- 2002 - Big
- 2008 - Only Human